# Neerbeek (beek)

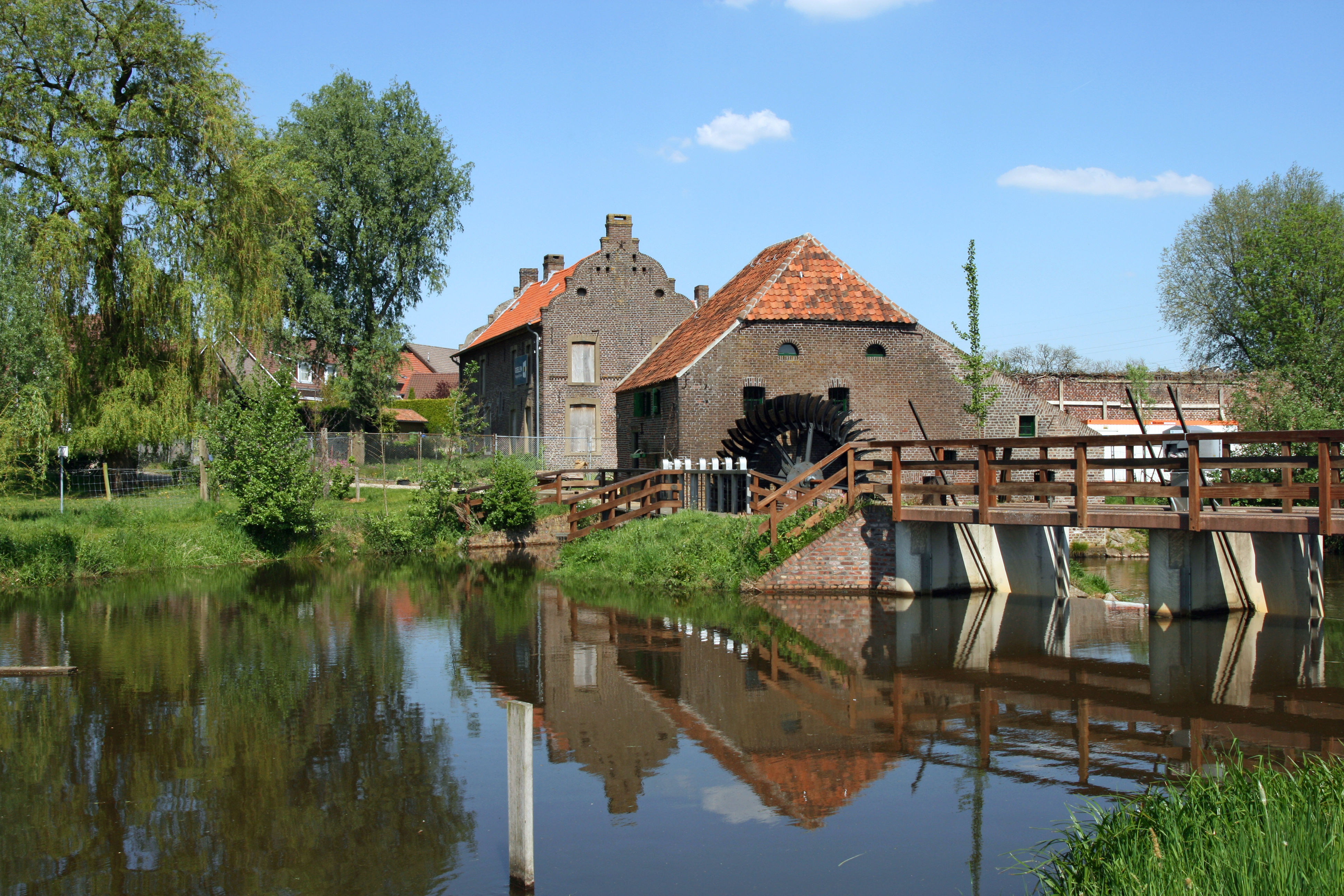
Friedesse Molen

De Neerbeek is een beek in de Nederlandse provincie Limburg (Midden-Limburg) die in het plaatsje Neer uitmondt in de Maas. Zij is de voortzetting van de Leubeek nadat deze samenvloeit met de Haelense Beek. De Neerbeek kent zelf twee zijbeekjes: de Keizersloop en de Wijnbeek.

## Stroomgebied
Het stroomgebied bevindt zich met name in de gemeenten Weert, Nederweert en Leudal. Daarnaast zijn er ook beken uit Meijel (Peel en Maas), Budel-Dorplein (Cranendonck) en de westelijke Maasoever van de gemeente Maasgouw.

## Molens en werken
Bij Neer staat ook een watermolen, genaamd de Friedesse Molen, aan de beek 1,5 kilometer voordat deze uitmondt in de Maas. Deze molen is gebouwd in het jaar 1717 en is gerenoveerd in het jaar 2002. Het type is een onderslag watermolen en is bedoeld als korenmolen.
Bij Neer lag vroeger de Elsenschans aan de beek.

### Verdwenen molens
Behalve de Friedesse Molen hebben er op de Neerbeek nog twee watermolens gestaan, te weten:
- De Hammermolen, een koren- en houtzaagmolen;
- De Winkel- of Tobbenmolen, een korenmolen.

## Beken uitmondend in de Neerbeek
- Wijnbeek (Neer)
- Keizersloop (Roggel, Neer)
- Haelense Beek (Neeritter, Haler, Hunsel) / Haelense Beek (Grathem, Baexem, Haelen, Nunhem, Neer)
  - Panheelderbeek (Wessem, Panheel)
    - Slijbeek (Heel)
    - Thornerbeek / Itterbeek

  - Uffelsebeek (Neeritter, Haler, Hunsel)
    - Waubroekerstraat (Neeritter, Ittervoort)
    - Hunselse Langven (Hunsel)
- Leubeek (Nunhem)
- Tungelroyse Beek (Altweerterheide, Tungelroy, Stramproy, Swartbroek, Ell Leveroy, Heythuysen)
  - Rijdt (Kelpen-Oler, Baexem)
  - Rijdt
    - Leemskuilen (Grathem)

  - Berkven (Kelpen-Oler)
  - Leukerbeek (Leuken (Weert), Moesel (Weert), Swartbroek)
    - Dijkerpeel (Altweerterheide, Tungelroy, Swartbroek)
      - Mastenbroek (Altweerterheide, Tungelroy)
        - Meilossing (Altweerterheide)
          - Weteringbeek (Kazernelaanbuurt (Weert), Altweerterheide)
          - Weertbeek (Altweerterheide)

    - Einderbeek (Leuken (Weert), Nederweert, Nederweert-Eind)
    - Kleine Leukerbeek (Leuken (Weert))

  - Vliet (Stramproy, Haler, Ell)
  - Raam (Altweerterheide)
- Zelsterbeek (Nunhem) /
- Roggelsebeek (Meijel, Heibloem, Roggel)
  - Bevelandsebeek (Heythuysen, Roggel)
  - Leveroysebeek (Leveroy, Heythuysen, Roggel)
  - Neerpeelbeek (Nederweert-Eind, Heythuysen)
    - Visschensteert (Nederweert-Eind, Heythuysen)
      - Rietbeek (Nederweert-Eind)

  - Oude Doorbrandsbeek (Neer, Roggel)